# Linea T1 (rete tranviaria di Istanbul)
La linea T1, ufficialmente chiamata linea tranviaria T1 Kabataş-Bağcılar (in turco T1 Kabataş-Bağcılar tramvay hattı) è una linea della rete tranviaria di Istanbul, gestita da Metro İstanbul. Va da Kabataş a Bağcılar via Eminönü, con una lunghezza totale di 18,5 km.

## Storia
La prima sezione della linea T1 è stata inaugurata tra Aksaray e Beyazıt il 13 giugno 1992 e successivamente è stata estesa prima a Topkapı e Zeytinburnu, e poi a Eminönü. Il 29 giugno 2006 è stata inaugurato il prolungamento Eminönü-Kabataş, rendendo possibile il trasferimento alla funicolare F1 Kabataş-Taksim. Il 3 febbraio 2011, il le linee di tram T1 e T2  (inaugurata nel 2006 tra Zeytinburnu e Bağcılar) sono state unite, e le stazioni dell'ex-linea T2 sono state convertite a piano ribassato.

## Materiale rotabile
Al momento dell'apertura, nel 1992, la linea T1 utilizzava tram a pianale alto prodotti da ABB. Questi sono stati successivamente sostituiti da due tipi di tram a pianale ribassato, attualmente in uso sulla linea. Entrambi i tipi sono dotati di aria condizionata e di solito circolano in coppie accoppiate.

### Bombardier Flexity Swift A32

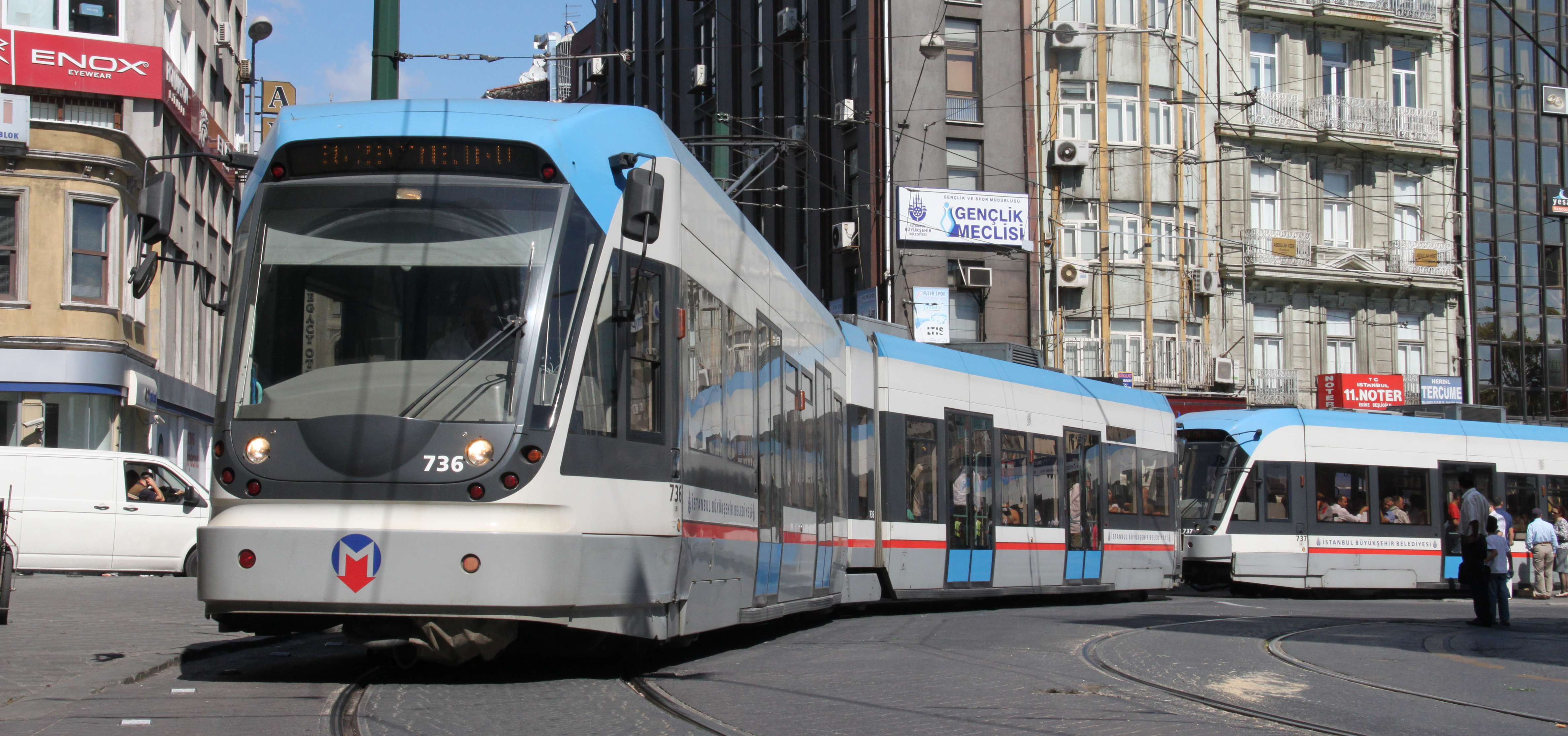
Bombardier Flexity Swift A32

Nel 2001 l'Autorità dei Trasporti di Istanbul ha ordinato 55 tram Bombardier Flexity Swift A32. Sono entrati in servizio nel 2003, dopo che le piattaforme della linea erano state abbassate per accogliere i tram a pianale ribassato. Hanno una velocità massima di 70 km/h, un totale di 64 posti a sedere più 10 posti a sedere ribaltabili e una capacità massima di 272 passeggeri.

### Alstom Citadis X04

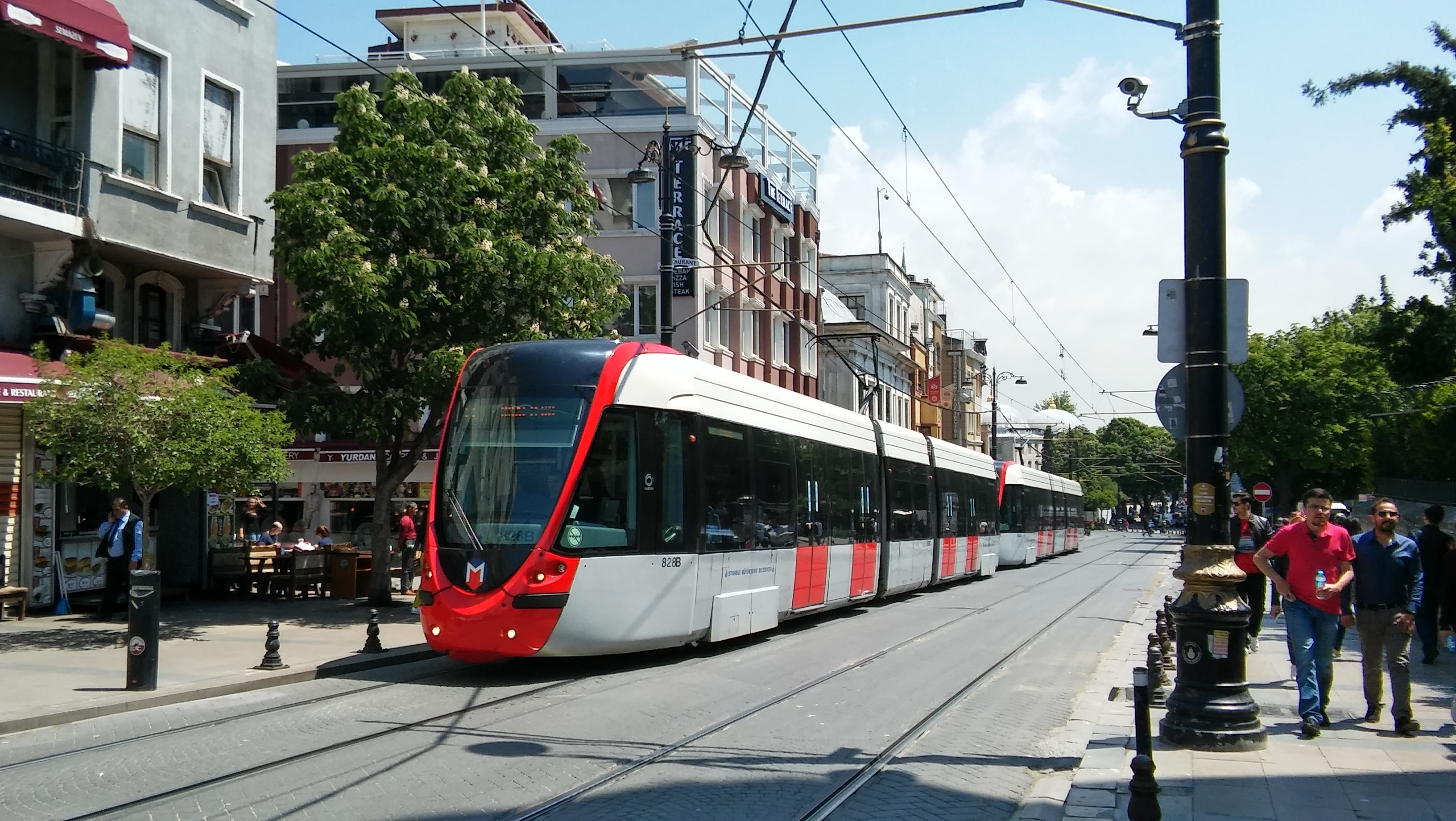
Alstom Citadis X04

Nel 2007, sono stati ordinati 37 tram Alstom Citadis X04 per sostituire i tram a pianale alto in servizio sulla linea T2 Zeytinburnu-Bağcılar, in previsione della fusione delle linee T1 e T2 e della conversione delle piattaforme dell'ex linea T2 ad altezza di pianale basso. Il primo tram è stato consegnato nel settembre 2009 e, dopo i test, i tram sono entrati in servizio nel 2011. Hanno una velocità massima di 70 km/h e una capacità massima di 500 passeggeri in coppia.